# HTTP 307
307 Temporary Redirect是HTTP协议中的一个状态码（Status Code）。可以理解为一个临时的重定向。
但该响应代码与302重定向有所区别的地方在于，收到307响应码后，客户端应保持请求方法不变向新的地址发出请求。

## 引入
虽然RFC 1945和RFC 2068规范不允许客户端在重定向时改变请求的方法，但是很多现存的浏览器在收到302响应时，直接使用GET方式访问在Location头部中规定的URI，而无视原先请求的方法。
因此，状态码307被添加了进来，用以明确服务器期待客户端进行何种反应。

## 特征
根据RFC 2616定义:
- 响应实体必须带有一个HTTP Location头部来指示新地址。
- 如果一个客户端有链接编辑能力，其应当把所有的引用链接重定向到新的URL上。
- 除非带有Cache-Control或Expires头部，否则该响应不能被缓存。
- 除非请求方法是HEAD，否则响应实体应该包含一个小型的超文本，标注一个超链接到新的URL。
- 如果是除了GET和HEAD之外的请求方法，客户端必须在重定向之前询问用户。

## 示例

### 以GET方式请求
```
GET
 
/index.php
 
HTTP
/
1.1

Host
:
 
www.example.org

```

服务器回应:
```
HTTP
/
1.1
 
307
 
Temporary Redirect

Location
:
 
https://www.example.org/

```

## 服务器配置
这是一个例子，展示如何使用Nginx返回307重定向：
```
location /old/url/ {
    return 307 /new/url;
}
```

这是使用PHP实现307重定向的方式：
```
<?php

header
(
"HTTP/1.1 307 Temporary Redirect"
);

header
(
"Location: http://example.com/newpage.html"
);

exit
();

?>

```

## 用途
- 该响应码被用于Chrome，用来在本地对已经缓存的HSTS站点进行重定向。[5]

- 该响应码也常用于客户端发出PUT请求，但非上传具体文件时，服务器向客户端返回确认用的文本消息。[2]

## 外部連結
- HTTP/1.1 Error codes in RFC 2616（页面存档备份，存于） （英文）
- RFC 1945 (HTTP 1.0)
- RFC 7231 (HTTP 1.1 的后续更新)